# Julie McNally Cahill
Julie McNally Cahill é uma animadora, produtora e roteirista estadunidense. Tornou-se conhecida por criar My Gym Partner's a Monkey (2005) e Littlest Pet Shop (2012), com seu marido Tim Cahill. Além disso, trabalhou na Warner Bros. em Histeria!, Animaniacs e The Sylvester & Tweety Mysteries.